# Séries de divisions de la Ligue américaine de baseball 2020
Les Séries de divisions de la Ligue américaine de baseball 2020 représentent le deuxième tour des séries éliminatoires de la Ligue majeure de baseball en 2020.
Elles sont constituées de deux séries jouées au meilleur de cinq parties. Elles opposent quatre clubs de la Ligue américaine de baseball, l'une des deux composantes des Ligues majeures de baseball, qui s'y sont qualifiés après les Séries de meilleurs deuxièmes de la Ligue américaine, disputées quelques jours plus tôt.
Elles sont jouées du lundi 5 octobre au vendredi 9 octobre 2020. Les gagnants des deux séries, les Rays de Tampa Bay et les Astros de Houston s'affrontent par la suite en Série de championnat de la Ligue américaine.

## Villes hôtesses
Pour la première fois de l'histoire, les séries éliminatoires du baseball majeur sont jouées en terrain neutre, dans des lieux déterminés au préalable, sans égard à l'identité des clubs qualifiés. Cela a été jugé préférable en raison de la pandémie de Covid-19, qui a retardé de quatre mois le début de la saison régulière et limité le calendrier à 60 matchs par équipe, au lieu des 162 habituels.
Les Séries de division 2020 de la Ligue américaine sont jouées en Californie dans les stades de deux clubs de la Ligue nationale : l'une au Petco Park de San Diego, domicile des Padres, et l'autre au Dodger Stadium de Los Angeles, domicile des Dodgers. Comme ce fut le cas pour toute la saison de baseball 2020, les stades n'accueilleront aucun spectateur, pour des raisons de santé publique liées au coronavirus.
Pour ces séries, l'avantage du terrain signifie essentiellement que le club « hôte » aura l'avantage de commencer la première manche en défensive et d'avoir son tour au bâton en deuxième. Il est déterminé par le classement des têtes de série.

## Têtes de séries
Un total de 16 équipes, huit dans la Ligue américaine et huit dans la Ligue nationale, participent aux séries éliminatoires en 2020. Les têtes de séries sont déterminées par le classement final des équipes au terme de la saison régulière de 60 matchs. Dans chaque ligue, les têtes de série 1 à 3 sont les équipes ayant terminé au premier rang de leur division (Est, Centrale, Ouest), classées selon leur total de victoires, du plus haut au plus bas. Les têtes de séries 4 à 6 sont les clubs de deuxième position dans ces divisions, classés selon leur total de victoire. Les têtes de série 7 et 8 sont les deux clubs qualifiés qui restent, en ordre croissant de victoires.
S'il y a égalité entre deux têtes de série ayant complété la saison régulière avec le même nombre de victoires et de défaites, la plus haute tête de série est accordée au club ayant gagné le plus de matchs lors des affrontements entre ces deux équipes. Si ce nombre de victoires est égal (ou que ces deux clubs ne se sont pas affrontés), l'équipe ayant remporté le plus de matchs face aux adversaires de sa propre division se voit accorder la tête de série la plus haute. Si l'égalité persiste, on compare le total de victoires des 20 derniers matchs de la saison, puis les 21 derniers, et ainsi de suite jusqu'à ce que l'égalité soit brisée.
Les têtes de série sont décidées avant les Séries de meilleurs deuxièmes (le premier tour des éliminatoires) et ne changent pas, indépendamment des résultats de ces affrontements.

## Rays de Tampa Bay vs Yankees de New York
Les Rays de Tampa Bay complètent la courte saison régulière de 60 matchs avec 40 victoires et 20 défaites, la meilleure performance de l'année dans la Ligue américaine et la deuxième meilleure des majeures après les 43 victoires des Dodgers de Los Angeles de la Ligue nationale. Les Rays terminent ainsi en tête de la division Est pour la première fois depuis 2010. Ils prennent part aux séries éliminatoires pour la deuxième année de suite. Opposés aux Blue Jays de Toronto dans leur série éliminatoire de premier tour, les Rays l'emportent deux matchs à zéro.
En 2020, les Yankees de New York se classent deuxièmes de la division Est de la Ligue américaine avec 33 victoires et 27 défaites, sept succès de moins que les Rays. Ils sont néanmoins qualifiés en séries éliminatoires pour une 4e année de suite. Dans leur Série de meilleurs deuxièmes en ouverture des éliminatoires, New York gagne deux matchs en deux jours à Cleveland pour accéder au tour suivant.
Rivaux de la même division, les Rays et les Yankees s'affrontent pour la toute première fois en matchs éliminatoires,. Au cours de la saison régulière en 2020, les Rays ont remporté 8 des 10 matchs qui les opposaient aux Yankees,.

### Calendrier des rencontres
| Match | Date      | Visiteur            | Hôte                | Score |
| ----- | --------- | ------------------- | ------------------- | ----- |
| 1     | 5 octobre | Yankees de New York | Rays de Tampa Bay   | 9-3   |
| 2     | 6 octobre | Yankees de New York | Rays de Tampa Bay   | 5-7   |
| 3     | 7 octobre | Rays de Tampa Bay   | Yankees de New York | 8-4   |
| 4     | 8 octobre | Rays de Tampa Bay   | Yankees de New York | 1-5   |
| 5     | 9 octobre | Yankees de New York | Rays de Tampa Bay   | 1-2   |

### Match 1
Lundi 5 octobre 2020 au Petco Park, San Diego, Californie.
| Yankees de New York | 1 | 0 | 1 | 0 | 2 | 0 | 0 | 0 | 5 | 9 | 15 | 0 |
| Rays de Tampa Bay | 1 | 0 | 0 | 2 | 0 | 0 | 0 | 0 | 0 | 3 | 6  | 0 |
| Lanceurs partants : NYY : Gerrit Cole TB : Blake Snell Vic. : Gerrit Cole (1-0) Déf. : Blake Snell (0-1) HRs : NYY : Clint Frazier (1), Kyle Higashioka (1), Aaron Judge (1), Giancarlo Stanton (1) TB : Randy Arozarena (1), Ji-man Choi (1) |   |   |   |   |   |   |   |   |   |   |    |   |

### Match 2
Mardi 6 octobre 2020 au Petco Park, San Diego, Californie.
| Yankees de New York | 0 | 1 | 0 | 3 | 0 | 0 | 0 | 0 | 1 | 5 | 5 | 1 |
| Rays de Tampa Bay | 1 | 2 | 2 | 0 | 1 | 1 | 0 | 0 | X | 7 | 8 | 0 |
| Lanceurs partants : NYY : Deivi García TB : Tyler Glasnow Vic. : Tyler Glasnow (1-0) Déf. : J. A. Happ (0-1) Sauv. : Pete Fairbanks (1) HRs : NYY : Giancarlo Stanton (2, 3) TB : Randy Arozarena (2), Mike Zunino (1), Manuel Margot (1), Austin Meadows (1) |   |   |   |   |   |   |   |   |   |   |   |   |

### Match 3
Mercredi 7 octobre 2020 au Petco Park, San Diego, Californie.
| Rays de Tampa Bay | 0 | 1 | 0 | 3 | 1 | 3 | 0 | 0 | 0 | 8 | 13 | 2 |
| Yankees de New York | 0 | 0 | 1 | 0 | 1 | 0 | 0 | 2 | 0 | 4 | 7  | 0 |
| Lanceurs partants : TB : Charlie Morton NYY : Masahiro Tanaka Vic. : Charlie Morton (1-0) Déf. : Masahiro Tanaka (0-1) HRs : TB : Kevin Kiermaier (1), Randy Arozarena (3), Michael Pérez (1) NYY : Giancarlo Stanton (4) |   |   |   |   |   |   |   |   |   |   |    |   |

### Match 4
Jeudi 8 octobre 2020 au Petco Park, San Diego, Californie.
| Rays de Tampa Bay | 0 | 0 | 1 | 0 | 0 | 0 | 0 | 0 | 0 | 1 | 3  | 1 |
| Yankees de New York | 0 | 2 | 0 | 0 | 0 | 2 | 0 | 1 | X | 5 | 11 | 0 |
| Lanceurs partants : TB : Ryan Thompson NYY : Jordan Montgomery Vic. : Chad Green (1-0) Déf. : Ryan Thompson (0-1) Sauv. : Aroldis Chapman (1) HRs: NYY : Luke Voit (1), Gleyber Torres (1) |   |   |   |   |   |   |   |   |   |   |    |   |

### Match 5
Vendredi 9 octobre 2020 au Petco Park, San Diego, Californie.
| Yankees de New York | 0 | 0 | 0 | 1 | 0 | 0 | 0 | 0 | 0 | 1 | 3 | 2 |
| Rays de Tampa Bay | 0 | 0 | 0 | 0 | 1 | 0 | 0 | 1 | X | 2 | 3 | 0 |
| Lanceurs partants : NYY : Gerrit Cole TB : Tyler Glasnow Vic. : Diego Castillo (1-0) Déf. : Aroldis Chapman (0-1) HRs : NYY : Aaron Judge (2) TB : Austin Meadows (2), Mike Brosseau (1) |   |   |   |   |   |   |   |   |   |   |   |   |

## Athletics d'Oakland vs Astros de Houston
En 2020, les Athletics d'Oakland terminent en tête de la division Ouest de la Ligue américaine pour la première fois depuis 2013, grâce à une fiche de 36 victoires et 24 défaites en saison régulière. Ils participent aux éliminatoires pour une troisième année consécutive et gagnent une première série depuis 2006 lorsqu'ils éliminent les White Sox de Chicago, deux victoires à une, au premier tour éliminatoire.
Malgré une fiche perdante de 29 victoires et 31 défaites durant la saison régulière 2020 écourtée par la pandémie, les Astros de Houston se qualifient en séries éliminatoires pour une 4e année de suite. Ils terminent au second rang de la division Ouest, avec sept victoires de moins que les Athletics. Durant les Séries de meilleurs deuxièmes qui lancent le tournoi éliminatoire, les Astros renversent en deux matchs leurs adversaires, les Twins du Minnesota. Houston est champion en titre de la Ligue américaine après avoir participé à Série mondiale 2019, perdue face à Washington. 
Oakland et Houston se rencontrent pour la toute première fois en matchs éliminatoires. Au cours de la saison régulière en 2020, les Athletics ont remporté 7 des 10 matchs qui les opposaient aux Astros.

### Calendrier des rencontres
| Match | Date      | Visiteur            | Hôte                | Score |
| ----- | --------- | ------------------- | ------------------- | ----- |
| 1     | 5 octobre | Astros de Houston   | Athletics d'Oakland | 10-5  |
| 2     | 6 octobre | Astros de Houston   | Athletics d'Oakland | 5-2   |
| 3     | 7 octobre | Athletics d'Oakland | Astros de Houston   | 9-7   |
| 4     | 8 octobre | Athletics d'Oakland | Astros de Houston   | 6-11  |

### Match 1
Lundi 5 octobre 2020 au Dodger Stadium, Los Angeles, Californie.
| Astros de Houston | 0 | 0 | 0 | 3 | 0 | 4 | 1 | 0 | 2 | 10 | 16 | 1 |
| Athletics d'Oakland | 0 | 2 | 1 | 1 | 1 | 0 | 0 | 0 | 0 | 5  | 8  | 1 |
| Lanceurs partants : HOU : Lance McCullers OAK : Chris Bassitt Vic. : Blake Taylor (1-0) Déf. : J. B. Wendelken (0-1) HRs : HOU : Alex Bregman (1), Carlos Correa (1, 2) OAK : Khris Davis (1), Sean Murphy (1), Matt Olson (1) |   |   |   |   |   |   |   |   |   |    |    |   |

### Match 2
Mardi 6 octobre 2020 au Dodger Stadium, Los Angeles, Californie.
| Astros de Houston | 0 | 0 | 2 | 1 | 2 | 0 | 0 | 0 | 0 | 5 | 6 | 0 |
| Athletics d'Oakland | 0 | 1 | 0 | 1 | 0 | 0 | 0 | 0 | 0 | 2 | 6 | 0 |
| Lanceurs partants : HOU : Framber Valdez OAK : Sean Manaea Vic. : Framber Valdez (1-0) Déf. : Sean Manaea (0-1) Sauv. : Ryan Pressly (1) HRs : HOU : George Springer (1, 2), Martín Maldonado (1) OAK : Khris Davis (2), Chad Pinder (1) |   |   |   |   |   |   |   |   |   |   |   |   |

### Match 3
Mercredi 7 octobre 2020 au Dodger Stadium, Los Angeles, Californie.
| Athletics d'Oakland | 1 | 1 | 0 | 1 | 1 | 0 | 3 | 2 | 0 | 9 | 11 | 1 |
| Astros de Houston | 2 | 0 | 0 | 0 | 5 | 0 | 0 | 0 | 0 | 7 | 10 | 0 |
| Lanceurs partants : OAK : Jesús Luzardo HOU : José Urquidy Vic. : Liam Hendriks (1-0) Déf. : Brooks Raley (0-1) HRs : OAK : Tommy La Stella (1), Mark Canha (1), Matt Olson (2), Marcus Semien (1), Chad Pinder (2) HOU : José Altuve (1), Aledmys Díaz (1) |   |   |   |   |   |   |   |   |   |   |    |   |

### Match 4
Jeudi 8 octobre 2020 au Dodger Stadium, Los Angeles, Californie.
| Athletics d'Oakland | 0 | 3 | 0 | 0 | 1 | 0 | 0 | 0 | 2 | 6  | 11 | 1 |
| Astros de Houston | 0 | 0 | 0 | 5 | 2 | 2 | 2 | 0 | X | 11 | 14 | 0 |
| Lanceurs partants : OAK : Frankie Montas HOU : Zack Greinke Vic. : Cristian Javier (1-0) Déf. : Frankie Montas (0-1) HRs : OAK : Ramón Laureano (1, 2) HOU : Michael Brantley (1, 2), Carlos Correa (3), José Altuve (2) |   |   |   |   |   |   |   |   |   |    |    |   |